# Метод смыва
Метод смыва — метод проведения анализа жидких веществ, либо твёрдых веществ или микроорганизмов с использованием жидкой среды. Метод смыва даёт возможность для объективной оценки санитарного содержания обследуемых учреждений.

## Виды смывов
1. Смывом называют пробу уже имеющегося вещества взятую с целью проведения анализа его, либо содержащихся в нём иных веществ, или микроорганизмов.
2. Смывом также может быть определённое количество жидкого вещества использованного для обработки проверяемого предмета и дальнейшего анализа[3].

## Применение
Исследование методом смыва проводится с целью проверки качества дезинфекции (обработка поверхностей и рук персонала дезинфектантом до работы).
1. Санитарно-микробиологическое исследование смывов с рук, инструментов и предметов производства.
2. Санитарно-микробиологические исследование смывов с поверхностей на качество дезинфекции.

Как метод санитарно-бактериологического контроля для выявления источников и путей передачи заболеваний
, и загрязнений различного характера.
С целью научных исследований.

## Описание
Смыв как санитарно-микробиологическое исследование — это образец микрофлоры с твёрдой поверхности, растворённый в питательной жидкости для выращивания бактериального посева. Методика взятия смывов и их исследования регламентируется в правилах производственного контроля.
Собственно смыв, представляет собой жидкость с теми бактериями, которые были взяты из среды их обитания — то есть с поверхностей, оборудования, столов, посуды, производственной техники, инвентаря, мебели, дверей, поручней, с поверхностей вентиляционных каналов, кранов, полотенец, спецодежды, обуви, с рук и из-под ногтей работников, и т. п. Исследованию подлежит любая представляющая интерес поверхность, так или иначе контактирующая с человеком. Смывы с кранов берут со всей поверхности крана в разобранном состоянии. При заборе смывов с тарелок тампоном протирают всю внутреннюю поверхность тарелки. Проводя исследование стаканов, протирают их внутреннюю поверхность и верхний наружный край стакана на 2 см вниз. Для взятия проб с мелких объектов (ложки, вилки, стаканы, дверные ручки и т. п.) делают смыв со всей поверхности трех одноимённых единиц.
Смывы с оборудования и инвентаря, как правило, производят либо перед началом работы, либо после санитарной обработки в санитарные дни. Взятие смывов производится стерильными увлажненными ватными тампонами.
Метод смыва ополаскиванием применяют для потрошёных тушек птицы различных видов — кур, индеек, уток, гусей и т. д.; частей тушки, полученных в результате разделки потрошёной тушки, массой не более 1,5 кг, кусковых нелакированных натуральных полуфабрикатов из мяса птицы и субпродуктов птицы. Смыв проводят со всей поверхности продукта стерильной жидкостью — физиологическим раствором, водопроводной водой и другими разбавителями.
Смыв с поверхности с наземных плодов и бахчевых крупных размеров с гладкой поверхностью (арбузы, дыни, тыквы, кабачки и т. д.).
Для исследования овощей, фруктов и ягод на наличие бактерий, вирусов и простейших — возбудителей кишечных инфекций.

Метод смыва применяется в медицине для микробиологического, цитологического, биохимического и иммунологического исследований лёгких (бронхиальный смыв, бронхоальвеолярный смыв); ротоглотки, конъюнктивы, носовой полости, кишечника и т. д..
Бронхоальвеолярный смыв (Лаваж бронхоальвеолярный) — бронхоскопический способ получения смыва с поверхности мельчайших бронхов (бронхиол) и альвеолярных структур лёгких с диагностической и лечебной целью.
При его осуществлении бронхоскоп проникает через рот или нос в соответствующие дыхательные пути в лёгких, при этом измеренное количество жидкости вводится и затем собирается для обследования. Этот метод обычно выполняется для диагностики патогенных инфекций нижних дыхательных путей (приводящих, например, к пневмонии и КОВИД-19), хотя, было показано, что он также полезен при диагностике интерстициальной болезни лёгких. Бронхоальвеолярный лаваж может быть более чувствительным методом обнаружения, чем носовые мазки, в дыхательной молекулярной диагностике, как это было в случае с SARS-CoV-2, где образцы бронхоальвеолярного лаважа обнаруживают копии вирусной РНК после отрицательного анализа носовых мазков.
В частности, бронхоальвеолярный лаваж широко используется для диагностики инфекций у людей с проблемами иммунной системы, пневмонии, у людей находящихся на аппаратах искусственной вентиляции легких, и синдрома острого респираторного дистресса (ОРДС). Это наиболее распространенный метод, используемый для отбора пробы жидкости эпителиальной подкладки (ЖЭП) и определения белкового состава лёгочных дыхательных путей.
При применении метода смыва для исследования носовой полости взятие материала исследования, производят в положении больного сидя с отклоненной назад головой. Для получения смыва из полости носа, в оба носовых хода поочередно при помощи зонда или одноразового шприца вводят по 3 — 5 мл тёплого стерильного изотонического раствора натрия хлорида. Затем, промывную жидкость из обоих носовых ходов через воронку, собирают в одну стерильную пробирку. По нормативам не допускается повторное использование воронки без предварительного автоклавирования.
Смывы из ротоглотки — это забор биологического материала для исследования секрета и тканей. При применении метода смыва для исследования ротоглотки перед взятием материала исследования, осуществляют предварительное полоскание полости рта водой. После этого проводят тщательное полоскание ротоглотки (в течение 10 — 15 с) используя для этого 8 — 10 мл изотонического раствора натрия хлорида. Полученную таким путём жидкость, через воронку, собирают в стерильную пробирку. По нормативам так же, не допускается повторное использование воронки без предварительного автоклавирования.

При исследованиях загрязнения окружающей среды может применяться метод смыва с помощью ультразвука (ультразвуковой смыв). Ультразвуковой смыв с хвои сопоставим по результатам исследования снеговых проб и может быть использован в любой сезон, а не только в зимний.
В лабораториях для инструментального контроля чистоты посуды, предназначенной для проведения исследований.
При исследованиях нектаровыделения цветами, и содержания сахара в нектаре, по методике Е. К. Ливенцевой.
При исследованиях микрофлоры растений.

## Сферы применения
Смывы как метод санитарно-бактериологического контроля широко применяется на пищевых производствах, на детских, медицинских, лечебных, торговых, спортивных, коммунально-бытовых, и других объектах.
Гигиеническая обстановка оценивается в образовательных и дошкольных учреждениях, в лечебных, оздоровительных и курортных центрах, в системе общепита и на производственных предприятиях продовольственной сферы.
На основании результатов посева взятых смывов выявляют возможные источники и пути передачи заболеваний инфекционного характера.
На производстве продуктов питания, при выявлении очагов инфекции, устанавливается режим, обеспечивающий эпидемиологическую безопасность продукции. Затем проводятся мероприятия по устранению риска заболевания персонала и передачи инфекций вместе с производимой продукцией потребителям.
В медицине при обследование людей и животных для выявления причин и источников различных заболеваний.
В при исследованиях почвы и пород в геологии. Для определение состава вещества в пробе и наличия и количества примесей.
При исследованиях загрязнения окружающей среды.
При исследованиях процессов биоповреждения различных материалов и объектов, вызванных деятельностью микроорганизмов-биодеструкторов и грибов и их ферментативной активностью.